# Не будем проклинать изгнание
«Не бу́дем проклина́ть изгна́ние» — российский пятисерийный телевизионный документальный фильм Михаила Демурова и Вячеслава Костикова, посвящённый судьбам русской эмиграции первой волны. Сценарий был создан ими при участии Виктора Эпштейна. Первая и вторая серии вышли в 1997 году, а 3-5 — в 2003-м.
Слова «не будем проклинать изгнание» принадлежат Владимиру Набокову. В 1990 году Вячеслав Костиков, один из авторов фильма, написал книгу, посвящённую русской эмиграции, с таким названием. В ней он написал: «„Не будем проклинать изгнанье…“ — эти слова В. Набокова являются одним из ключей к пониманию творческого наследия эмиграции. Они в значительной степени объясняют двуединство судьбы русских в зарубежье, для которых изгнание было одновременно и смертью и спасеньем, и грехом и искуплением греха».
Первые две серии были показаны на российском телевидении в качестве завершённой работы в 1997 году, в круглую годовщину октябрьской революции. Они были повторены 21-22 августа 1999 года. В дальнейшем авторы не могли изыскать средства на завершение сериала. Произвести досъёмки им так и не удалось, и из ранее отснятых материалов были смонтированы ещё три серии.
Оба режиссёра передали собранные ими материалы, связанные с эмигрантской тематикой, в Дом русского зарубежья. Михаил Михайлович передал директору Дома Виктору Москвину символическую кассету — одну из 92 видеокассет, запечатлевших старейших представителей эмиграции «первой волны», — и уникальные фотографии протоиерея Бориса Старка.

## Содержание

### Фильм первый. «Свидетели»
Фильм начинается с кадров похорон балерины Нины Александровны Тихоновой. Создатели фильма договорились с ней об интервью, но успели лишь на её похороны. После отпевания в Соборе Александра Невского в Париже её тело повезли на русское кладбище в Сен-Женевьев-де-Буа. О дороге, связывающей эти два знаковых для русской эмиграции места в фильме говорится: «Эта обычная, ни чем ни приметная дорога, волею судьбы стала дорогой русской трагедии XX века. По этой дороге везли Бунина, Константина Коровина, отца Сергия Булгакова, Шмелёва, Кшесинскую, Мережковского, а потом Галича, Некрасова, Тарковского. Везли русских эмигрантов к последнему приюту на чужой земле».
Далее следуют архивные кинокадры, изображающие дореволюционную жизнь в России, а также русскую революцию 1917 года, послереволюционной жизни в России, показан поезд. Диктор говорит: «В наших путешествиях мы попытаемся отыскать свидетелей минувших событий. Их рассказы и будут тем фильмом, который мы попытаемся снять». «Первая волна российской эмиграции уходит. Почти никого не осталось с той поры. Забываются имена и судьбы. История знает забвение, но не знает бесследия. Следы остаются всегда. Их ещё можно отыскать. Их отыскать необходимо. Потому что они ведут из прошлого в наше настоящее, наш сегодняшний день, так и не усвоивший горьких уроков истории».
Авторы повествуют о Северном вокзале в Париже, который был в 1920-е годы конечном остановкой для русских эмигрантов «на долгом и мучительном пути изгнания». Только через этот вокзал с 1917 по 1925 год прошло более 250 тысяч русских беженцев, в большинстве своём навсегда покинувших родину, хотя многие из них ещё надеялись вернуться.
Париж. Монмартр. Авторы фильма надеются встретить среди прохожих представителей старой русской эмиграции, но им попадаются французы и толпы туристов. Наконец им удается встретить пожилого русского эмигранта, который согласился вкратце рассказать о своей жизни.
Авторы фильма беседуют с Никитой Кривошеиным, Лидией Успенской, Ксенией Юсуповой-Сфири, Верой Рещиковой, Борисом Лосским. Они вспоминают о своей жизни и своих родственниках, о предреволюционной России, о революции, дают свои оценки этим событиям и делятся своими размышлениями. Авторы пытаются разобраться что привело к революции и как она происходила.
Съёмочная группа вместе с Никитой Кривошеиным побывала на кладбище Сен-Женевьев-де-Буа. Авторы зачитали фрагмент из стихотворения Максимилиана Волошина «Гражданская война»: «И там и здесь между рядами / Звучит один и тот же глас: / „Кто не за нас — тот против нас. / Нет безразличных: правда с нами“. / А я стою один меж них / В ревущем пламени и дыме / И всеми силами своими / Молюсь за тех и за других». Далее следуют кадры панихиды, которую совершает православный священник в домовой церкви в «Русском доме» в Сент-Женевьев-де-Буа.
Завершается фильм размышлениями Никиты Кривошеина о произошедших в России переменах: «Как не радоваться, когда вы можете пойти в Церковь, вы можете венчаться, вы можете крестить своих детей, если вы окажетесь в больнице, к вам придёт священник. Вы можете купить любую книгу. Как не радоваться? И это случилось с того дня, как Феликс Эдмундыч повергся. Вот ещё не хватает, и я этого жду, вынести и предать земле главного автора всего».

### Фильм второй: «Изгнание»
Авторы фильма начинают его с кадров рождественского Парижа и описывают свою работу над фильмом: «Наша работа продолжалась. Надежды и удачи сменялись разочарованиями. Порой казалось, что мы безнадёжно опоздали, и наши поиски обречены на неуспех и что, кого мы ищем, навсегда ушли из жизни, следы их утрачены навсегда». Наступает 7 января и авторы фильма идут на рождественскую службу в соборе святого Александра Невского в Париже, где собралась русская община Парижа, в том числе дети, внуки и правнуки представителей первой волны русской эмиграции. После окончания богослужения авторы всматриваются в лица тех, кто выходит из собора, надеясь на то, что они ещё встретят тех, кто сможет рассказать неизвестные подробности о революции, о гражданской войне, об исходе из страны: «бегство из России. Переполненные вагоны. Толпы людей на палубах последних пароходов. Бесконечные карантины. Пересыльные лагеря. А впереди улицы чужих городов, унизительное существование людей без гражданства, опять споры и взаимные обвинения, растерянность, для многих нищета». Но создателям фильма говорят, что они опоздали на 20 лет. И всё же они не отчаиваются и продолжают свои поиски.
Далее диктор под архивные кадры тех лет зачитывает: «Россия. 1917 год. Настроения самые праздничные. Предчувствия близкой долгожданной свободы. Уже назначены всеобщие выборы в Учредительное собрание. Его задача — принять первую демократическую конституцию России. Не предвидя близких потрясений, российская либеральная интеллигенция торжествовала победу». Выборы в учредительное собрание состоялись 12 ноября 1917 года. Подавляющее число голосов получила партия кадетов. Большевики получили только 25 %. «Угроза утраты власти, захваченной во время октябрьского переворота, стало реальной. Учредительное собрание открылось 5 января 1918 года, но уже в ночь на 6 января решением ВЦИК по докладу Ленина оно было разогнано». Эта хроника перемежается воспоминаниями Верой Рещиковой о событиях тех лет. Авторы берут интервью у протоиерея Бориса Старка (Ярославль), который рассказал о трагической судьбе своей семьи.
Авторы фильма рассказывают о «философском пароходе», на котором в 1922 году по решению правительства была выслана большая группа русских учёных, философов, писателей. Об «философском пароходе» и бегстве из советской России рассказывают Борис Лосский, Виктор Франк, Вера Рещикова, Лидия Успенская. О бегстве Антона Деникина из России рассказывает его дочь Марина. Читается отрывок из его «Очерков русской смуты».
Фильм заканчивается авторской ремаркой: «В период с 1917 г. по 1925 г. из Советской России эмигрировало более 1 500 000 человек, в большинстве своём навсегда покинувших Родину».

### Фильм третий. «Хлеб изгнания». Часть первая.
Авторы фильма вновь показывают Париж 1995 года и попутно рассказывают: «Наши поиски продолжались. В городах и странах мы искали свидетелей давно минувших событий, встречались с людьми, расспрашивали: помнят ли, знают ли, может быть кто то рассказывал о том, как жили, как выживали эти русские люди в изгнании? И чаще всего слышали в ответ: „Вы опоздали. Их давно нет на свете. Вы опоздали“. Да, мы видели любопытство, желание помочь, но и непонимание — почему мы ищем этих самых свидетелей русской истории здесь, а не у себя дома. Трудно и долго было объяснять почему. Такая уж судьба. А ещё чаще мы видели людей, занятых собственными заботами и вообще то безразличных к тому, что где-то когда-то случилось, но кануло в лету, не оставив не памяти, ни следа. Но всё же надежда оставалась». В надежде найти хоть кого-то они начинают спрашивать парижских таксистов — не помнит ли кто-то из них о представителях русской эмиграции, трудившихся таксистами.
Авторы фильма посещают Венецию, где снимают в том числе кладбище на острове Сан-Микеле, где похоронены Трубецкие, Багратионы, Сергей Дягилев, Игорь Стравинский, Иосиф Бродский.
О своём жизни после отъезда из Советской России рассказывают: Вера Рещикова, Людмила Успенская, протоиерей Борис Старк, Виктор Франк. Кроме того они повествуют о судьбах некоторых из тех людей, которые были высланы на «философском пароходе»: Николай Бердяев, Семён Франк, Сергий Булгаков, Лев Карсавин. О встрече с Карсавиным вспоминает Алексей Арцыбушев, отбывавший вместе с ним наказание в советском лагере. Протоиерей Борис Старк рассказывает о своём отце Георгии Старке.
Повествование фильма вновь возвращается к тому, с чего он начался — не помнит ли кто-то из парижских таксистов о представителях русской эмиграции, трудившихся таксистами. И вот наконец они встречают Александра Шишковского, потомственного парижского таксиста. Он рассказывает о Всеволоде Миллере, таксисте на пенсии из русских эмигрантов, и организовывает встречу с ним. Кроме того авторы фильма вспоминают о своей случайной встрече за 10 лет до начала съёмок фильма с полковником Петром Колтышевым, сподвижником Деникина, 35 лет проработавшим таксистом.

### Фильм Четвёртый. «Хлеб изгнания». Часть вторая.
Фильм начинается с посещения его авторами русской воскресной школы при соборе Александра Невского в Париже. «Нас пригласили сюда взглянуть на вот этих детишек, потомков русских эмигрантов первой волны, теперь уже в третьем или четвёртом поколении. Раз в неделю по воскресеньям родители приводят их сюда на занятия на несколько часов чтобы сохранить для них русскую речь, традицию, религию. И вот они: внуки и правнуки тех, кто почти столетие назад собирался здесь, в этом же дворе, потолковать о делах, о превратностях жизни эмигрантской и конечно же о скором, совсем скором возвращении в Россию. Через полгода, через год. Теперь же своими заботами делятся их потомки. По виду совершенные парижане. А по духу?.. Мы всё прислушивались, звучит ли здесь русская речь. Да как сказать…».
О своей жизни в эмиграции вспоминают Вера Рещикова, Виктор Франк, Никита Кривошеин, Марина Деникина, Лидия Успенская, Борис Лосский, Всеволод Миллер, протоиерей Борис Старк.
Прерывая рассказ героев фильма, авторы фильма показывают блошиный рынок в Париже, где некогда впавшие в нужду русские эмигранты продавали свои вещи, вывезенные ими из России. Авторы хотят и здесь найти следы русских эмигрантов, но никаких свидетелей тех событий им встретить не удаётся.
Говорится о спорах внутри русской эмиграции предвоенного времени, убийстве президента Французской республики Поля Думера русским эмигрантом Павлом Горгуловым. Авторы фильма вместе с Борисом Лосским едут в Кламар, посещают дом Николая Бердяева. Рассказывается о реакции русских эмигрантов на начало второй мировой войны, мобилизации в Париже в 1939 году, нападении Германии на СССР, что окончательно разделило русскую эмиграцию на тех, кто желал победы СССР, и тех кто желал победы и Германии. Никита Кривошеин рассказывает о своём отце, пережившем концлагерь. Глеб Рар вспоминает свой опыт пребывания в лагере «Дахау».
В конце серии звучат стихи Георгия Адамовича: «Когда мы в Россию вернемся… о Гамлет восточный, когда? — / Пешком, по размытым дорогам, в стоградусные холода, / Без всяких коней и триумфов, без всяких там кликов, пешком, / Но только наверное знать бы, что вовремя мы добредем…».

### Фильм пятый. «Возвращение»
Фильм начинается с архивных кадров, снятых в Берлине в мае 1945 года, а затем кадры парада победы в 1945 году. «Парад победы. А через год, 22 июля 1946 года в эмигрантской газетe „Русские новости“ будет опубликован указ Верховного совета СССР о восстановлении в гражданстве СССР подданных российской империи, а также о восстановлении в советском гражданстве лиц, утративших советское гражданство».
Своими воспоминаниями об охвативших многих русских эмигрантах чувствах и их отъезде на родину рассказали Вера Рещикова, Никита Кривошеин, Пётр Данзас. Никита Кривошеин рассуждает от том, что побудило представителей русской эмиграции вернуться: «Для того, чтобы туда вернуться, требовался ведь тоже отказ от действительности. Что двигало этими людьми? <…> Примитивная иллюзия возрождённого великодержавной и единой-неделимой. <…> Что двигало теми, которые до войны ради возвращения — вы нам докажите, что вы стали патриотами — становились агентами НКВД. Это что рябина, вот та самая на дороге? Что-то в этом есть таинственно-самоубийственное, в этом возвращении. И, кстати, интеллигенция, эмигрантская интеллигенция, ему подверглась гораздо больше, чем какая-то здравомысленная её часть. Возвращались люди с фамилиями Трубецкой, Голицыны, возвращались Чавчавадзе, Угримовы». Марина Деникина рассказала о последних годах жизни своего отца. Алексей Арцыбушев вспоминает о тех, кого встретил в лагере. Глеб Рар говорит о том, что хотел бы поселиться в России и быть похороненным на монастырском кладбище.
Фильм завершается словами Сергия Булгакова: «Чем я становлюсь старше, чем более расширяется и углубляется мой жизненный опыт, тем яснее становится для меня значение родины. Там я не только родился, но и зародился в зерне, в самом своём существе <…> Всё, всё моё — оттуда. И, умирая, возвращусь — туда же, одни и те же врата — рождения и смерти».

## Съёмочная группа
данные согласно Мегаэнциклопедии «Кирилла и Мефодия»
- Режиссеры: Михаил Демуров, Виктор Эпштейн, Виктор Балашов.
- Авторы сценария: Михаил Демуров, Вячеслав Костиков, Виктор Эпштейн.
- Оператор: Юрий Степанов.
- Композитор: Александр Беляев.
- Звукорежиссеры: Ян Потоцкий, Евгений Федоров.
- Монтаж: Елена Данилова.

## Оценки
Максим Гуреев в 2004 году отмечал, что данный документальный фильм «стал в свое время одним из первых крупных проектов, посвященных истории „русского исхода“ в начале ХХ столетия». Говоря о достоинствах фильма, Гуреев отмечал: «Бесспорным достижением создателей фильма стала та воистину титаническая поисковая работа, которая позволила собрать в метраже одной картины „великих стариков“, большинства из которых теперь уже нет в живых, услышать их голос, увидеть их глаза и хоть сколько-нибудь ощутить спустя почти столетие дуновение той эпохи. В этом смысле не могло не восхитить чрезвычайно трогательное, уважительное отношение М. Демурова и В. Эпштейна к героям своего фильма, что, честно говоря, нынче является большой редкостью для отечественной телевизионной документалистики. А ещё умение слушать, не перебивать и не задавать традиционно глупых вопросов…». К недостаткам фильма он относил «Невыносимо затянутые интервью», что по мнению автора было сделано «специально и, к сожалению, в ущерб основному смыслу и нерву картины, для растягивания хронометража на пять (!) серий».
В анонимной рецензии в «Российской газете» в 2004 году отмечается, что благодаря первым двум сериям, вышедшим в 1997 году удалось очнуться «от стереотипов советской пропаганды» и увидеть «великий вал первой русской эмиграции через судьбы реальных людей. В фильме мы услышим рассказы о времени и о себе, которыми с нами поделятся поразительные люди, ныне живущие далеко от родины».
Александр Горянин отмечает затянутость фильма «досадно смотреть, как авторы натягивают метраж мучительно ненужными сценами расспросов каких-то простодушных таксистов и антикваров. А когда началась пятая серия, озаглавленная „Возвращение“, подумалось даже: ну вот, материалы про собственно изгнание кончились, кроят, что получится, из последних остатков». Автор отмечает, что авторы фильма могли бы взять интервью у таких деятелей русской эмиграции как великая княгиня Вера Константиновна Романова, князь Алексей Павлович Щербатов, Екатерина Борисовна Серебрякова. Но несмотря на недостатки, Горянин в целом положительно оценивает фильм: «Вот на экране старый художник Алексей Петрович Арцыбушев, никогда не бывший во время оно дальше воркутинских лагерей. Он рассказывает, борясь с подступающими слезами, про то, как в лагерной „больничке“ умирал юноша-баптист Ваня Саблин, тоже никак не связанный ни с эмиграцией, ни с возвращением из неё. Даже не представляю, под каким предлогом создатели фильма привязали к своей тематике этот кусок, но спасибо им, что они это сделали. Тот, кто его увидел, уже не будет прежним человеком»; «Ответил ли сериал на вопрос, почему не надо проклинать изгнанье? Впрямую — нет. Да и не так уж много в нём об изгнании как таковом. Больше о расставании с родиной (особенно рассказ — совершенно поразительный, украшение фильма — Веры Александровны Рещиковой-Угримовой), о возвращении на родину, о чувствах, связанных с родиной». «Не замкнутые и нерастворимые русские диаспоры, не самоизоляция России от родственных по духу и культуре народов, а растущая спаянность с ними — вот ни разу не высказанный, но несомненный призыв фильма»
Ирина Чайковская дала фильму положительную оценку и отмечала: «Мне показалось, что главное в этом фильме („Не будем проклинать изгнание“) — лица. На них хочется смотреть, от них трудно отвести взгляд. Это лица русских людей первой эмиграции. Слава Богу, авторы фильма (режиссеры Михаил Демуров и Виктор Эпштейн) смогли заснять некоторых ещё живущих эмигрантов первой волны в Париже 1995-го и 1997-го годов. <…> „первоэмигранты“, показанные неспешной камерой, вызывали у меня мысль о какой-то „нездешней“ их красоте, я любовалась тем, как свободно и просто они держались, как выразителен был их русский язык, как несуетны были их повадки и как — повторюсь — притягивали к себе их лица».
Андрей Бриль («Литературная газета»), признавая что авторы фильма проделали большую работу, упрекает их в излишней идеализации белого движения: «Я убеждён, что в прямом диалоге с большинством представителей русского зарубежья, каким бы сложным он ни был, мне, например, удалось бы сблизить наши взгляды. Но между нами сейчас возникли нелепые посредники в лице различного рода „телеисторических авторов и экспертов“, заваливших экраны своей продукцией. Нередко возникает ощущение, что они хотят угодить только эмигрантским кругам. Словно их не интересуют ни правда, ни история как таковая, ни идея примирения. Нелепо объявлять абсолютно правой только одну из сторон в братоубийственной войне».
Писатель Владимир Сотников в 2009 году отмечал: «Многосерийный документальный фильм об эмиграции „Не будем проклинать изгнание“ („Культура“), из которого становится понятно, что люди эти — действительно цвет нации. Который сломали, истоптали, унизили и попытались уничтожить. Одно успокаивает: такие люди неуничтожимы».